# 真正的自由是
《真正的自由是》（白話字：Chṳ̂n-chṳn ke chhṳ-yù he）為臺灣一首客家話歌曲，由二本貓樂團主唱賴予喬作詞、作曲，其亦是此曲演唱者。
此曲曾獲台灣原創流行音樂大獎首獎，後來客家電視台電視劇《谷風少年》即以此曲作為片頭曲，並入圍新加坡亞洲電視獎最佳主題曲。

## 外部連結
- YouTube上的《真正的自由是》MV